# Idiocera coheriana
Idiocera coheriana är en tvåvingeart som först beskrevs av Alexander 1959.  Idiocera coheriana ingår i släktet Idiocera och familjen småharkrankar.
Artens utbredningsområde är Nepal. Inga underarter finns listade i Catalogue of Life.